# 建穂寺
建穂寺（たきょうじ）とは静岡県静岡市葵区建穂にある真言宗の寺院である。山号は瑞祥山。駿河一国三十三観音第15番霊場。
本尊は千手観音で、秘仏であるが毎年8月に公開される。建穂公民館の隣にある。

## 概要
白鳳期（654年から669年）、道昭により開基された。江戸時代、徳川家康から480石の朱印を受けたと伝わる。
1870年（明治3年）には火災で寺院の多くを焼失した。現在の観音堂は、1975年（昭和50年）に建穂町内会で寄付を募り、再建された。家康から下賜された朱印状も飾ってある。御朱印は建穂町内会が持ち回りで管理されており、電話すると担当者が駆け付け押印し拝観が可能になる。
文化財は、不動明王立像が県指定文化財、市指定文化財が木造阿弥陀如来坐像、木造伝大日如来坐像、木造伝阿弥陀如来坐像である。そのほかに千手観音と二十八部衆が存在する。

## 文化財
- 不動明王立像（県指定文化財）
- 木造阿弥陀如来坐像（市指定文化財）
- 木造伝大日如来坐像（市指定文化財）
- 木造伝阿弥陀如来坐像（市指定文化財）

## 交通アクセス
- 国道一号線バイパス羽鳥インターチェンジより車で約5分（建穂公民館駐車場まで）